# Alfonso Antonio de Sarasa
Alfonso Antonio de Sarasa   (Nieuwpoort, 1618 - Anvers, 1667) fou un matemàtic i jesuïta, conegut per haver dilucidat el concepte de logaritme.

## Vida i Obra
Res es coneix de la vida de Sarasa. Només sabem que va néixer a Flandes de pares espanyols, que va ser membre dels jesuïtes des del 1632 i que va tenir com a mestre a Grégoire de Saint-Vincent. Probablement va ser professor de les escoles jesuïtes d'Anvers i de Brussel·les.
L'obra per la qual és recordat va ser publicada el 1649 a Anvers, sota el títol Solutio problematis a R.P. Marino Mersenno Minimo propositi. Poc després de la publicació del Opus Geometricum (1647) de Saint-Vincent, Mersenne senyalava en una carta a Descartes un error de Saint-Vincent en la quadratura del cercle.L'any següent, en el seu darrer llibre publicat (Reflexiones Physico-Mathimaticae) posava un altre problema relacionat amb l'anterior: donats tres nombres arbitraris i coneixen el logaritme de dos d'ells, trobar geomètricament el logaritme del tercer. Sarasa, en el seu llibre, aborda separada i independentment els dos problemes: la quadratura i el tercer logaritme. Sarasa, que coneixia l'obra de James Gregory, va descobrir que els càlculs implicaven que l'àrea sota una hipèrbola tenia una propietat logarítmica, ajudant així a l'elucidació del concepte de logaritme i conduint el càlcul cap al mètode de les sèries infinites que tant va fer servir Newton.
Sarasa també va escriure un llibre titulat Ars semper gaudendi ex principiis diviniae providentiae, però no és de matemàtiques.